# Heteronyx
Heteronyx är ett släkte av skalbaggar. Heteronyx ingår i familjen Melolonthidae.

## Dottertaxa tillHeteronyx, i alfabetisk ordning[1]
- Heteronyx acutifrons
- Heteronyx additus
- Heteronyx advena
- Heteronyx aequaliceps
- Heteronyx aequalis
- Heteronyx affinis
- Heteronyx agrestis
- Heteronyx agricola
- Heteronyx alienus
- Heteronyx alpicola
- Heteronyx ambiguus
- Heteronyx amboinensis
- Heteronyx anomalus
- Heteronyx apertus
- Heteronyx aphodioides
- Heteronyx apicispinosa
- Heteronyx arcanus
- Heteronyx aridus
- Heteronyx aruanus
- Heteronyx asperatus
- Heteronyx aspericollis
- Heteronyx asperifrons
- Heteronyx augustae
- Heteronyx australis
- Heteronyx badius
- Heteronyx beltanae
- Heteronyx bidentatus
- Heteronyx blandus
- Heteronyx borealis
- Heteronyx bovilli
- Heteronyx brevior
- Heteronyx caledoniae
- Heteronyx calidus
- Heteronyx callabonnae
- Heteronyx capillatus
- Heteronyx castanescens
- Heteronyx castaneus
- Heteronyx cervina
- Heteronyx chlorotica
- Heteronyx cliens
- Heteronyx collaris
- Heteronyx colossus
- Heteronyx comans
- Heteronyx concolor
- Heteronyx confertus
- Heteronyx constans
- Heteronyx corpulentus
- Heteronyx costulatus
- Heteronyx crassus
- Heteronyx cribriceps
- Heteronyx crinitus
- Heteronyx cunnamullae
- Heteronyx cygneus
- Heteronyx darlingensis
- Heteronyx declaratus
- Heteronyx dentipes
- Heteronyx dimidiata
- Heteronyx disjectus
- Heteronyx diversiceps
- Heteronyx doctus
- Heteronyx doddi
- Heteronyx electus
- Heteronyx elongatus
- Heteronyx elytrurus
- Heteronyx excisa
- Heteronyx excisus
- Heteronyx exsectus
- Heteronyx fervidus
- Heteronyx fimbriatus
- Heteronyx flavus
- Heteronyx fortis
- Heteronyx fraserensis
- Heteronyx frenchi
- Heteronyx froggatti
- Heteronyx frontalis
- Heteronyx fulvohirtus
- Heteronyx fumata
- Heteronyx furvus
- Heteronyx glabratus
- Heteronyx grandis
- Heteronyx granulatus
- Heteronyx granulifer
- Heteronyx granum
- Heteronyx helmsi
- Heteronyx hirsutosetosus
- Heteronyx hirsutus
- Heteronyx hirtuosus
- Heteronyx hispidulus
- Heteronyx horridus
- Heteronyx humilis
- Heteronyx imitator
- Heteronyx impar
- Heteronyx incognitus
- Heteronyx incola
- Heteronyx infirmus
- Heteronyx infuscatus
- Heteronyx inornatus
- Heteronyx insignis
- Heteronyx insularis
- Heteronyx interioris
- Heteronyx intrusus
- Heteronyx iridiventris
- Heteronyx irrasus
- Heteronyx jejunus
- Heteronyx johannis
- Heteronyx labratus
- Heteronyx laeviceps
- Heteronyx laminatus
- Heteronyx lateritius
- Heteronyx laticeps
- Heteronyx leai
- Heteronyx liliputanus
- Heteronyx lindi
- Heteronyx lividus
- Heteronyx lobatus
- Heteronyx luteolus
- Heteronyx maculatus
- Heteronyx magnus
- Heteronyx major
- Heteronyx maluensis
- Heteronyx marcidus
- Heteronyx marginatus
- Heteronyx merus
- Heteronyx metropolitanus
- Heteronyx mimus
- Heteronyx minimus
- Heteronyx minutus
- Heteronyx moluccanus
- Heteronyx montanus
- Heteronyx mulwalensis
- Heteronyx mundus
- Heteronyx nasutus
- Heteronyx neglectus
- Heteronyx nigella
- Heteronyx nigrescens
- Heteronyx nigricans
- Heteronyx nigrita
- Heteronyx nigritulus
- Heteronyx normalis
- Heteronyx novitius
- Heteronyx obesa
- Heteronyx oblongus
- Heteronyx orbus
- Heteronyx ovatus
- Heteronyx pallidulus
- Heteronyx paniei
- Heteronyx papuanus
- Heteronyx parvulus
- Heteronyx pauxillus
- Heteronyx pellucida
- Heteronyx peregrinus
- Heteronyx perkinsi
- Heteronyx piceoniger
- Heteronyx piceus
- Heteronyx pilosellus
- Heteronyx pilosus
- Heteronyx placidus
- Heteronyx planatus
- Heteronyx planiceps
- Heteronyx posticalis
- Heteronyx praecox
- Heteronyx proditor
- Heteronyx proprius
- Heteronyx prosper
- Heteronyx protervus
- Heteronyx proxima
- Heteronyx pubescens
- Heteronyx pumilus
- Heteronyx puncticollis
- Heteronyx punctipennis
- Heteronyx pustulosus
- Heteronyx pygidialis
- Heteronyx pygmaeus
- Heteronyx quadraticollis
- Heteronyx queenlandicus
- Heteronyx randalli
- Heteronyx rectangulus
- Heteronyx relictus
- Heteronyx rhinastus
- Heteronyx rhinocerus
- Heteronyx rothei
- Heteronyx rotundiceps
- Heteronyx rubescens
- Heteronyx ruficollis
- Heteronyx rufomarginatus
- Heteronyx rufopiceus
- Heteronyx rugosipennis
- Heteronyx rusticus
- Heteronyx salebrosus
- Heteronyx satellus
- Heteronyx scalptus
- Heteronyx sequens
- Heteronyx setifer
- Heteronyx sexualis
- Heteronyx siccus
- Heteronyx simius
- Heteronyx simplicicollis
- Heteronyx simulator
- Heteronyx sloanei
- Heteronyx solidus
- Heteronyx spadicea
- Heteronyx spretus
- Heteronyx squalidus
- Heteronyx striatus
- Heteronyx suavis
- Heteronyx subferruginea
- Heteronyx subfuscus
- Heteronyx subglaber
- Heteronyx substriatus
- Heteronyx sulcifrons
- Heteronyx sydneyanus
- Heteronyx tarsalis
- Heteronyx tasmanicus
- Heteronyx tenebrosus
- Heteronyx tepperi
- Heteronyx terrena
- Heteronyx tindalei
- Heteronyx torvus
- Heteronyx transversicollis
- Heteronyx tridentatus
- Heteronyx tristis
- Heteronyx umbilicatus
- Heteronyx unicolor
- Heteronyx unicus
- Heteronyx variegatus
- Heteronyx vicinus
- Heteronyx victoris
- Heteronyx viduus
- Heteronyx zalotus